# Iivo Niskanen
Iivo Henrik Niskanen (* 12. ledna 1992 Oulu) je finský reprezentant v běhu na lyžích. V letech 2014 a 2017 byl zvolen finským sportovcem roku.
Na mistrovství světa juniorů v klasickém lyžování 2011 byl členem štafety na 4×5 km, která získala bronzové medaile a na mistrovství světa juniorů v klasickém lyžování 2014 vyhrál závod na 15 km klasickou technikou. Spolu se Samim Jauhojärvim se stali olympijskými vítězi ve sprintu dvojic na hrách v Soči 2014. Na domácím mistrovství světa v klasickém lyžování 2017 v Lahti získal titul na trati 15 km klasicky, s Jauhojärvim obsadili třetí místo v týmovém sprintu a se štafetou skončil pátý. Vyhrál dva závody Světového poháru v běhu na lyžích: klasickou patnáctku v Kuusamu v letech 2014 a 2016.
Má dvě starší sestry: Kerttu je rovněž finskou reprezentantkou v běžeckém lyžování, Katri je módní návrhářka.

## Výsledky na OH
| Rok  | Věk | 15 km | 30 km skiatlon | 50 km hromadný start | sprint | 4 × 10 km štafeta muži | sprint dvojic |
| ---- | --- | ----- | -------------- | -------------------- | ------ | ---------------------- | ------------- |
| 2014 | 22  | 4.    | 25.            | 10.                  | —      | 6.                     | 1.            |
| 2018 | 26  | —     | 19.            | 1.                   | 14.    | 4.                     | —             |
| 2022 | 30  | 1.    | 3.             | —                    | —      | 6.                     | 2.            |